# 幌筵島

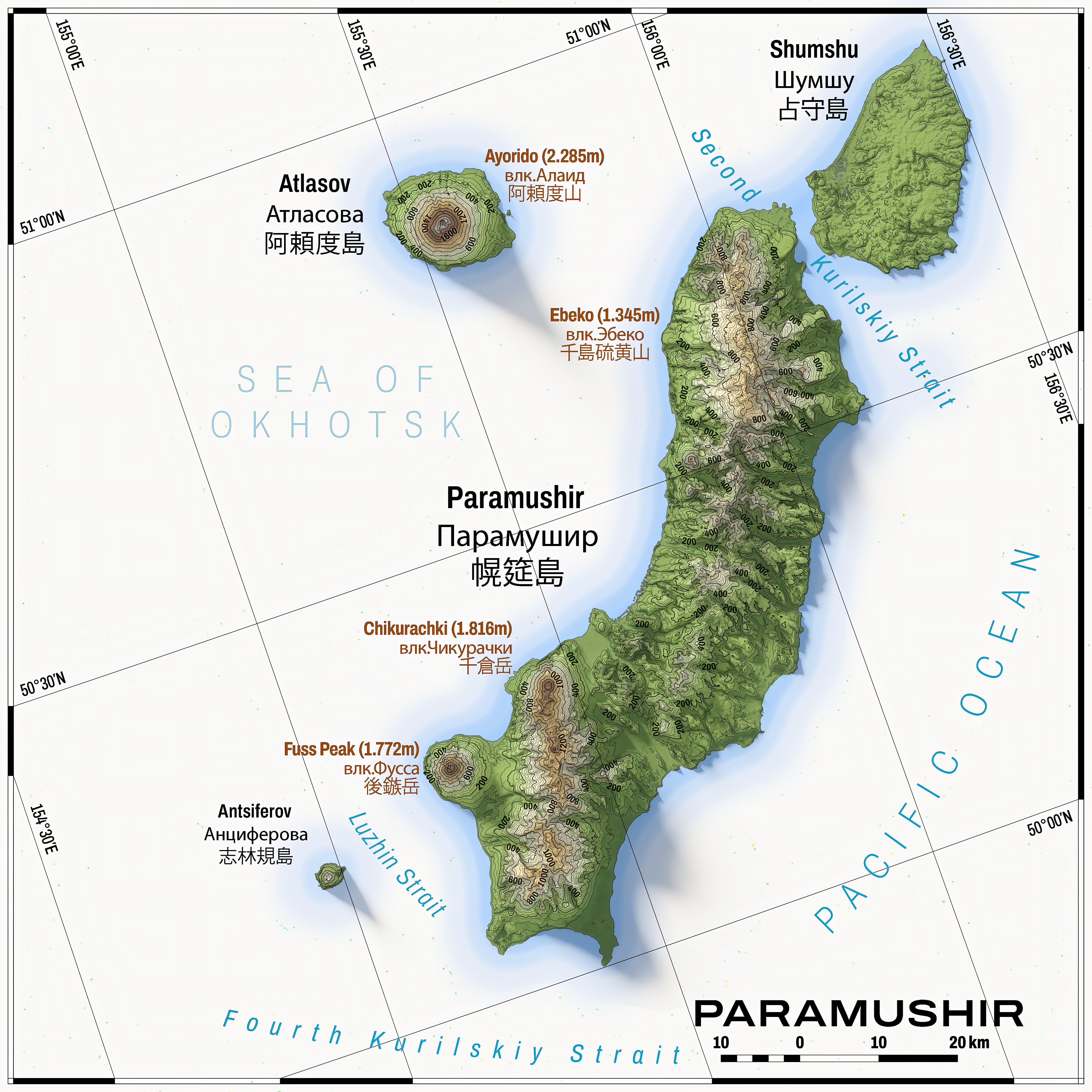
パラムシール 地図

幌筵島（ぱらむしるとう）は、千島列島の北東部にある島。波羅茂知島（ぱらもしるとう）と表記されることもある。ロシア名はパラムシル島 (о.Парамушир)、英語表記はParamushir。

## 地理

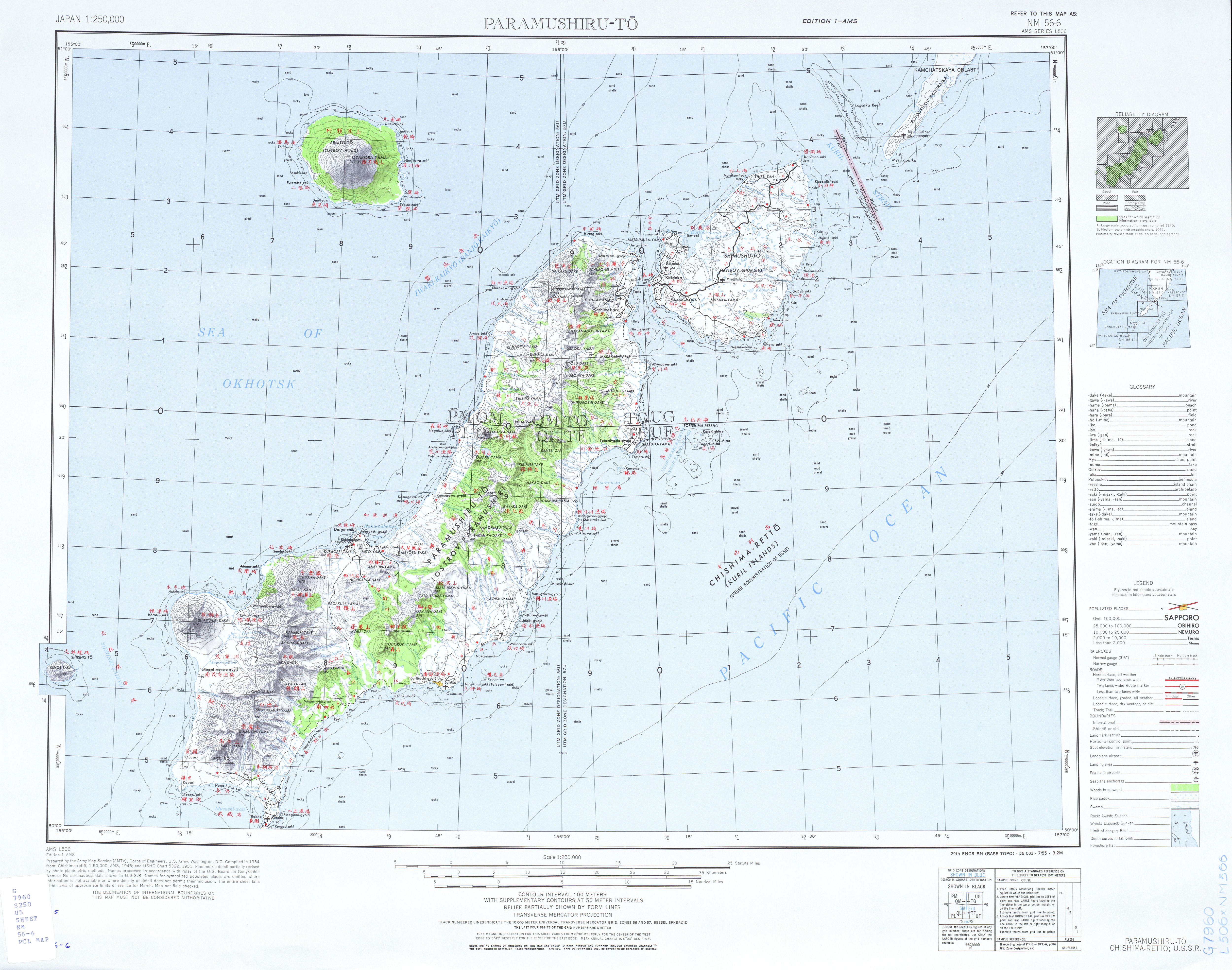
昭和29年のロパートカ岬・占守海峡・占守島・幌筵島・阿頼度島・志林規島

千島列島と北方四島を合わせると、択捉島についで第2位の面積を持つ島である。
北東の占守島とは幌筵海峡（ロシア名：第2クリル海峡・Второй Курильский пр.）で、南西の志林規島とは志林規海峡（ロシア名：ルジナ海峡 пр.Лужина）で、南の温禰古丹島とは温禰古丹海峡（ロシア名：第4クリル海峡・Четвертый Курильский пр.）によって隔てられている。
また、太平洋側の東には鳥島列岩がある。
海岸の僅かな平地を除けば高さ 1,000 メートルを越える急峻な山岳が聳えており、またその多くは火山で、一部は現在も非常に活発な活動が見られる。主な山は次の通り。
千倉岳（ちくらだけ）
海抜 1,816 メートル、ロシア名：チクラチキ山 влк.Чикурачки、英語表記：Chikurachki
千倉岳は、千島列島全体を合わせると阿頼度島の親子場山（同：アライト山 влк.Алаид 2,339 メートル）と国後島の爺爺岳（同：チャチャ山влк.Тятя 1,822 メートル）に次いで第3位の高さである。
山の麓にはミヤマハンノキが密生しているが、中腹ではキバナシャクナゲが群生している。
1690年の10年前後、1853年、1859年、1933年に噴火して以降、1957年 - 2008年の間に数年間隔で噴火している。
後鏃岳（しりやじりだけ）
海抜 1,772 メートル、ロシア名:フス山 влк.Фусса、英語表記：Fuss
円錐形の山の形が美しいのが特徴である。
1742年と1854年に噴火しているが、1933年は噴火があったかどうかはっきりしていない。
冠岳（かんむりだけ）
海抜 1,681 メートル、ロシア名：ロモノソフ山влк.Ломоносова、英語表記：Lomonosov
千倉連山と呼ばれていた山の一つである。
白煙山（しろけむりやま）
海抜 1,345 メートル、ロシア名：カルピンスキー山 влк.Карпинского、英語表記：Karpinsky
1957年の噴火のみ確認されている。
千島硫黄山（ちしまいおうざん）
海抜 1,156 メートル、ロシア名：エベコ山 влк.Эбеко、英語表記：Ebeko
日本領の時には硫黄の採掘場があった。8か所の噴気孔からは火山ガスが噴出している。先史時代から噴火していた可能性があり、現在まで確認されている限りでは1793年から2009年まで、数十年から数年おきに噴火している。火口の近くにはかつて温水の湖があったが、1990年の噴火で埋もれた模様。2024年8月18日にカムチャツカ半島沖で発生した地震の直後に噴火した。

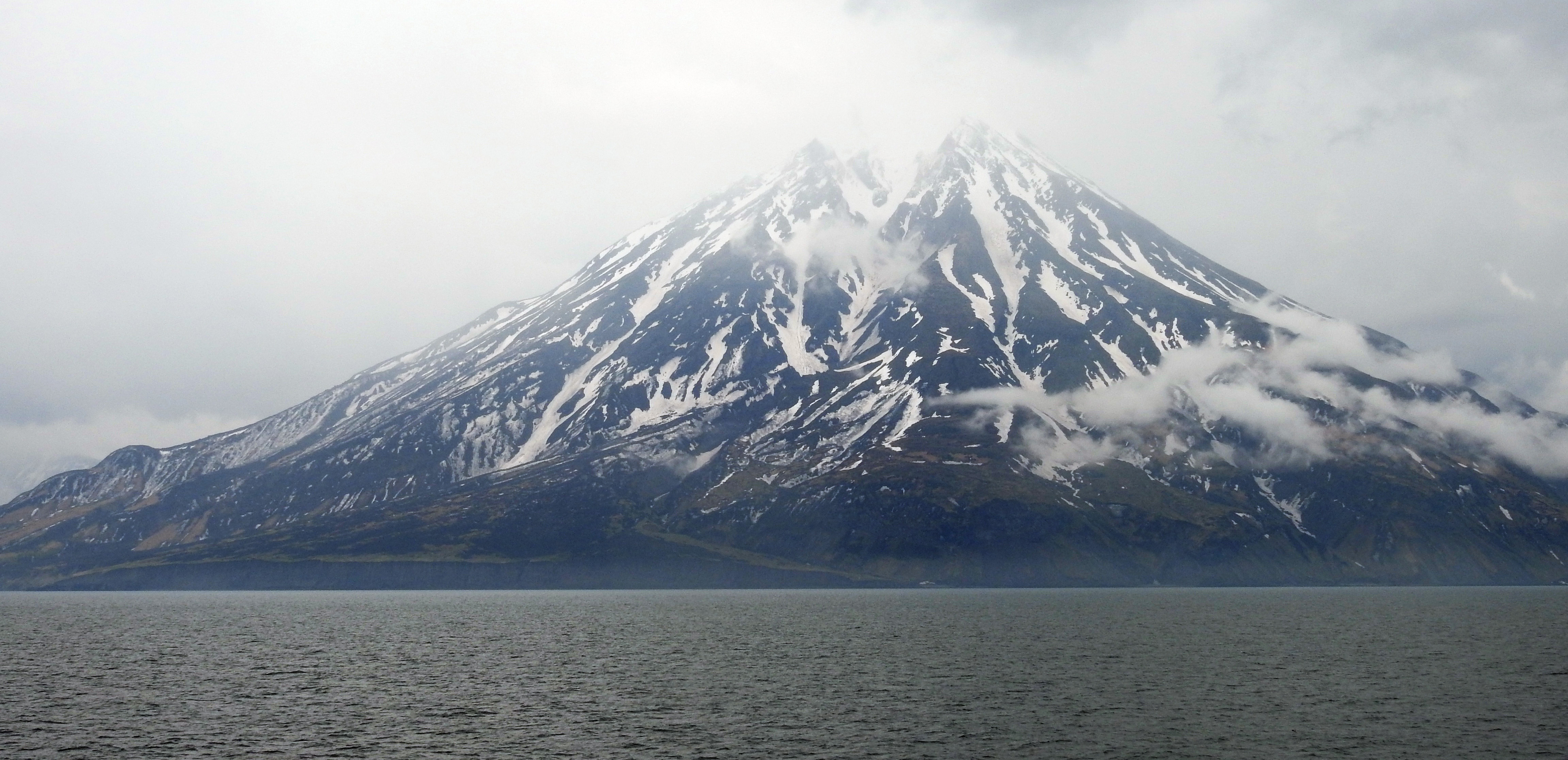
後鏃岳

河川の主なるものでは轟川（全長約 20 キロメートル、幌筵島で最大の河川）、熊川（全長約 20 キロメートル）、鱒川、速毛川が太平洋側に注ぎ、オホーツク海側には茂寄川、西川、加熊別川などが注いでいる。
中心地はセベロクリリスク（Северо-Курильск＝セヴェロクリリスク、意味は「北千島の町」、日本名は柏原）で、人口約 5,000 人。ロシア連邦サハリン州の北クリル管区の中心地であり、北千島で唯一民間人が定住している島である。また、セベロクリリスクはNHKラジオ第2放送の「気象通報」ではおなじみの地名でもある。

## 島名の由来
島の名前の由来は、アイヌ語の「パラ・モシル（広い・島）」「ポロ・モシル（大きい・島）」から。千島アイヌは「ウレシパモシリ（人を多く育てた島）」とも呼んでいた。
漢字表記で「幌（ほろ）」を「ぱら」や「筵（むしろ）」を「むしる」と読ませるのは無理矢理ではあるが、いわゆる北方領土や北海道本島においてもアイヌ語由来地名の漢字表記にそのような例は数多くあり、「ほろむしろ」と読む例もあるが一般的には「ぱらむしる」と読むことが普通である。

## 歴史
先史時代から千島アイヌが先住していた。

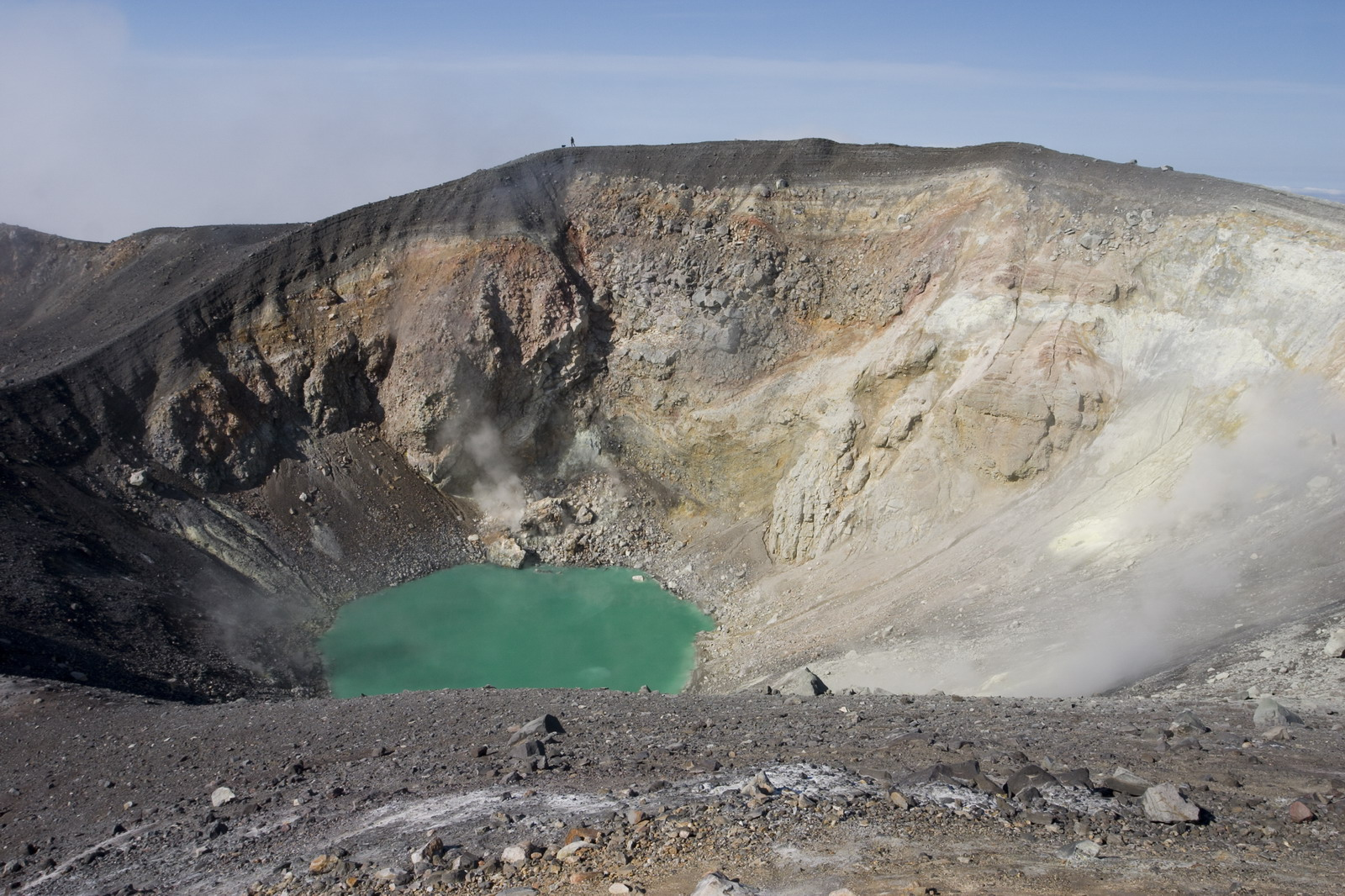
千島硫黄山（エベコ山）の火口

- 1644年（正保元年）、「正保御国絵図」が作成された際、幕命により松前藩が提出した自藩領地図には、「クナシリ」「エトロホ」「ウルフ」など39の島々が描かれていた。
- 1711年、ロシア人ダニラ・ヤコヴレヴィチ・アンツィフェーロフ（Данила Яковлевич Анцыферов）とイワン・ペトロヴィチ・コズイレフスキー（ロシア語版）（Иван Петрович Козыревский）が上陸し、納税（毛皮の献納）を求めるが、拒否される。
- 1713年、コズイレフスキーは幌筵島に上陸し、毛皮を取り立てた。
- 1715年（正徳5年）、松前藩主は幕府に対し、「北海道本島、樺太、千島列島、勘察加」は松前藩領と報告。
- 1747年、修道司祭イオアサフは千島に渡り、占守島・幌筵島の先住民のアイヌに布教を試みた。
- 1804年（文化元年）7月18日、継右衛門ら慶祥丸の漂流民6名が東浦に漂着。
- 1855年（安政元年）、日露和親条約によりロシア領となる。
- 1875年（明治8年）、樺太・千島交換条約により日本領となる。北海道 (令制)千島国占守郡（現在の北海道根室振興局管内）に属した。
  - 日本領だった時代には、加熊別、村上、摺鉢などには集落、鮭や鱒の製缶工場があり、駐在所や郵便局（季節開業）も置かれて、漁業シーズンには季節労働者で賑わっていた。

擂鉢は島の中部に位置し、擂鉢湾と擂鉢山（標高 84 メートル）がある。南側には武蔵湾と呼ばれる長い砂浜が続く。
当時の行政区画では北海道根室支庁管内の占守郡に属し、夏期期間には函館や小樽から命令航路の船が通い、柏原湾や加熊別、占守島の片岡湾などに寄港していた。
- 1919年（大正8年）、逓信省が幌筵[7]無線電信局JHJを開設[8]。以降、毎年鱒漁シーズン（4月－9月）に限定して開設され、北海道の落石無線電信局JOCを経由して一般電報を交換した。
1942年（昭和17年）までJHJは幌筵島塁山に置かれたが、翌年より幌筵島スリ鉢湾に移された。
- 1933年（昭和8年）、幌筵島塁山に最初の水路部気象観測所が開設された[9]。
- 1940年（昭和15年）、陸軍によって北千島臨時要塞が建設され、海軍も逐次、飛行場を整備していった。
- 1941年（昭和16年）、6月の独ソ戦開戦以降、陸海軍共に千島列島に実質的な部隊配備を始める。陸軍は北千島に展開する兵力を1個連隊規模へ増強、海軍は第五艦隊を改めて編成し、千島列島から小笠原諸島までの日本本土東海の警備を担当させた。
太平洋戦争中、北から侵攻するであろうアメリカ軍に備えるため、柏原（現在のセベロクリリスク）の高台を含め、日本軍の飛行場や地下に掘られた病院が造られていた。現在、どの場所も廃墟や残骸が残るのみである。
- 1942年（昭和17年）4月17日、小田原少年刑務所の構外作業場が設けられる[10]。
- 1943年（昭和18年）、アッツ島守備隊の玉砕とキスカ島守備隊の撤退により北千島は対米防衛の最前線となり、既配置部隊にキスカ島撤退部隊及び内地からの増強部隊を合わせて、陸軍の北千島守備隊は師団規模に増強された。海軍は第五艦隊を支援するため第十二航空艦隊を創設、そして第五艦隊と第十二航空艦隊を統括指揮する北東方面艦隊を編成した。
海軍は一式陸上攻撃機30機、零式艦上戦闘機15機、二式水上戦闘機12機、零式水上観測機8機、零式水上偵察機8機、さらに零式水上偵察機6機を搭載する君川丸 (特設水上機母艦)を配置していた。
7月、アメリカ軍は奪還したアッツ島に設営した飛行場へ第11空軍を進出させ、B-24、B-25による空襲が始まる。陸軍は一式戦闘機23機装備の飛行第54戦隊を派遣し、防空任務に加わった。
- 1944年（昭和19年）、千島方面防衛のため第27軍司令部が択捉島に新設され、北千島には戦車第11連隊を含む兵力が増強される。既配置の部隊と増強部隊を合わせて、占守島と幌筵島に第91師団が編成される。同年2月頃には、敵機および敵駆逐艦が島に襲来（同年2月6日、軍令部次長が昭和天皇に奏上）[11]。
- 1945年（昭和20年）に入ると本土決戦準備のため、陸軍航空部隊と海軍部隊のほとんどが内地に転用される。第91師団からも多くの部隊が抽出されて内地へ移されて、師団の任務は「幌筵海峡周辺地区及び占守島の要域確保」と変更されて終戦時まで占守島及び幌筵島に配置されていた。なおこの転用のための海上移動中に多くの部隊が、米軍の空襲、潜水艦の魚雷攻撃、艦砲射撃等で損害を受けている。
第二次世界大戦で日本が降伏すると、ソ連軍に占領される。
- 1946年（昭和21年）、GHQ指令第677号により、日本の施政権が正式に停止されると、ソ連は自国に編入した。
- 1951年（昭和26年）、日本はサンフランシスコ講和条約で同島の領有権を放棄した。
- 1952年11月4日、カムチャツカ地震による高さ25メートル程の津波に襲われ、甚大な被害を受ける。
現在のセベロクリリスク（日本名：柏原）が標高250メートル程となる山裾にあるのはこのため[12]。
1960年頃になると、拿捕された日本人や、病院に入院する日本人が相次いだ。
- 1991年（平成3年）、ソビエト連邦の崩壊後に成立したロシア連邦が実効支配を継承。
日本政府は国際法上は帰属未定地との立場を取っている。

なお、ソ連崩壊後は物価の急上昇などで生活に不便が生じ、島を去る人が後を絶たず、島の集落は寂れている。

## 交通アクセス
現在、セベロクリリスクに渡るにはカムチャツカ半島のペトロパブロフスク・カムチャツキーから「ギパニス」という船でアクセスできる。また、ヘリコプター便もある。
ただし、不定期で当てにならない場合があり、霧で運休になることが当たり前なので注意が必要。
また、旧日本軍の飛行場跡を利用した飛行場が建設中であり、ユジノサハリンスク空港からのDHC-6等の機材を用いた直行便の計画もある。

## 幌筵島を題材にした作品
- TEAM NACS 『PARAMUSHIR〜信じ続けた士魂の旗を掲げて』2018年